# Zak Kovalcik
Zachary „Zak“ Kovalcik (* 26. April 1983 in Pittsburgh) ist ein ehemaliger US-amerikanischer Bahnradsportler.

## Sportliche Laufbahn
Zak Kovalcik kommt aus der Fixie-Szene und begann seine Radsport-Karriere als Fahrradkurier. Nachdem er zwei nationale Kurier-Titel gewonnen und nach Portland, Oregon, gezogen war, begann er, auf dem Alpenrose Velodrome Rennen zu fahren. Zweimal wurde er US-amerikanischer Meister in der Mannschaftsverfolgung, 2012 gemeinsam mit Joe Eldridge, David Holt und Zack Noonan, 2014 mit Zach Allison,  Alexander Darville und Adrian Hegyvary.
Bis 2015 startete Zak Kovalcik auf Vermittlung von Jack Simes und Einladung von Rainer Podlesch dreimal beim Berliner Sechstagerennen im dortigen Steherwettbewerb. Als auffälliger Fahrer mit schriller Frisur, Tattoos und Piercings entwickelte er sich zu einem Publikumsliebling. Kovalcik ist Veganer und bildet gemeinsam mit weiteren Veganern das Team Portland Punk Kids.
2016 errang Zak Kovalcik zwei Medaillen bei den panamerikanischen Meisterschaften: Im Scratch holte er Silber und im Omnium Bronze. Im Scratch wurde er in diesem Jahr US-Meister. 2017 wurde er mit Zachary Carlson Panamerikameister im Zweier-Mannschaftsfahren.

## Erfolge
2012
- US-amerikanischer Meister – Mannschaftsverfolgung (mit Joe Eldridge, Daniel Holt und Zack Noonan)

2014
- US-amerikanischer Meister – Mannschaftsverfolgung (mit Zach Allison, Alexander Darville und Adrian Hegyvary)

2016
- Panamerikameisterschaft – Scratch
- Panamerikameisterschaft – Omnium
- US-amerikanischer Meister – Scratch, Zweier-Mannschaftsfahren (mit Bobby Lea)

2017
- Panamerikameister – Zweier-Mannschaftsfahren (mit Zachary Carlson)